# 新漢堡 (紐約州)
新漢堡（英語：New Hamburg）是位於美國紐約州達奇斯縣的普查規定居民點。

## 人口
根據2020年美國人口普查的數據，新漢堡的面積為1.74平方千米，當中陸地面積為1.24平方千米，而水域面積為0.50平方千米。當地共有人口842人，而人口密度為每平方千米483.91人。